# Fairytale (Eneda Tarifa-dal)
A Fairytale (eredetileg: Përralle, magyarul: Tündérmese) az albán Eneda Tarifa dala, mellyel Albániát képviselte a 2016-os Eurovíziós Dalfesztiválon, Stockholmban. A dal az albán RTSH által szervezett nemzeti döntőben nyerte el az eurovíziós indulás jogát 2015. december 27-én. A dal végleges, angol nyelvű változatát 2016. március 13-án mutatták be.

## Eurovíziós Dalfesztivál
A dalt az Eurovíziós Dalfesztiválon a május 12-i második elődöntőben adta elő, fellépési sorrendben tizenhetedikként a Grúziát képviselő Nika Kocharov & Young Georgian Lolitaz Midnight Gold című dala után, és a Belgiumot képviselő Laura Tesoro What's the Pressure című dala előtt. Az elődöntőben a tizenhatodik helyen végzett, így nem jutott tovább a május 14-i döntőbe.
A következő albán induló Lindita World című dala volt a 2017-es Eurovíziós Dalfesztiválon.